# Campeonato regional de fútbol de Sal 2015-16
El campeonato regional de Sal 2015-16 se juega en la isla de Sal. Empezó el 6 de febrero de 2016 y terminó el 8 de mayo de 2016. El equipo que finalice campeón le dará una plaza par jugar el campeonato caboverdiano de fútbol 2016 y el que finalice en última posición desciende a la segunda división. Este año se aumenta a 8 los equipos participantes. El torneo lo organiza la asociación regional de fútbol de Sal (ARFS). El Académico do Aeroporto es el equipo defensor del título. El campeonato consta de 14 jornadas con partidos de ida y vuelta. Todos los partidos se juegan en el estadio Marcelo Leitão situado en Espargos.

## Equipos participantes
- Académica do Sal
- Académico do Aeroporto
- Futebol Clube Juventude
- ASGUI
- Florença
- Palmeira
- Santa Maria
- Verdun

## Tabla de posiciones
Actualizado a 8 de mayo de 2016
|   | Equipo                     | PJ | PG | PE | PP | GF | GC | DG  | PTS |
| - | -------------------------- | -- | -- | -- | -- | -- | -- | --- | --- |
| 1 | Académico do Aeroporto (C) | 14 | 11 | 2  | 1  | 30 | 7  | +23 | 35  |
| 2 | Académica do Sal           | 14 | 9  | 0  | 5  | 24 | 19 | +5  | 27  |
| 3 | Santa Maria                | 14 | 7  | 1  | 6  | 20 | 17 | +3  | 22  |
| 4 | Palmeira                   | 14 | 6  | 3  | 5  | 23 | 13 | +10 | 21  |
| 5 | Verdun                     | 14 | 6  | 1  | 7  | 18 | 24 | -6  | 19  |
| 6 | Florença                   | 14 | 5  | 2  | 7  | 16 | 20 | -4  | 17  |
| 7 | Futebol Clube Juventude    | 14 | 3  | 3  | 8  | 17 | 23 | -6  | 12  |
| 8 | ASGUI (D)                  | 14 | 3  | 0  | 11 | 17 | 42 | -25 | 9   |

|  | Clasificado para el campeonato caboverdiano de fútbol 2016. |
|  | Descendido a segunda división de Sal.                       |

(C) Campeón
(D) Descendido

## Resultados
| ASGUI         | 4 - 3 | Verdun              |                | 6 de febrero |       |
| Académica Sal | 2 - 1 | Palmeira            |                | 6 de febrero |       |
| Santa Maria   | 0 - 1 | Académico Aeroporto | Marcelo Leitão | 7 de febrero | 15:00 |
| Florença      | 0 - 0 | Juventude           | Marcelo Leitão | 7 de febrero | 17:00 |

| Verdun              | 1 - 2 | Florença      | 13 de febrero |
| Juventude           | 1 - 4 | Santa Maria   | 13 de febrero |
| Palmeira            | 4 - 0 | ASGUI         | 14 de febrero |
| Académico Aeroporto | 1 - 0 | Académica Sal | 14 de febrero |

| Académica Sal | 0 - 2 | Juventude           | 20 de febrero |
| ASGUI         | 1 - 5 | Académico Aeroporto | 20 de febrero |
| Florença      | 1 - 2 | Palmeira            | 21 de febrero |
| Santa Maria   | 0 - 2 | Verdun              | 21 de febrero |

| Académico Aeroporto | 2 - 1 | Florença      | 27 de febrero |
| Palmeira            | 0 - 0 | Santa Maria   | 27 de febrero |
| Verdun              | 3 - 2 | Académica Sal | 28 de febrero |
| Juventude           | 1 - 5 | ASGUI         | 28 de febrero |

| ASGUI               | 1 - 2 | Santa Maria | 5 de marzo |
| Académica Sal       | 2 - 3 | Florença    | 5 de marzo |
| Juventude           | 0 - 0 | Palmeira    | 6 de marzo |
| Académico Aeroporto | 0 - 0 | Verdun      | 6 de marzo |

| Verdun              | 2 - 1 | Juventude   |                | 12 de marzo |       |
| Académico Aeroporto | 1 - 1 | Palmeira    |                | 12 de marzo |       |
| Florença            | 1 - 2 | ASGUI       |                | 13 de marzo |       |
| Académica Sal       | 0 - 2 | Santa Maria | Marcelo Leitão | 13 de marzo | 17:00 |

| Santa Maria | 3 - 1 | Florença            | 16 de marzo |
| Palmeira    | 0 - 1 | Verdun              | 16 de marzo |
| ASGUI       | 0 - 1 | Académica Sal       | 17 de marzo |
| Juventude   | 1 - 3 | Académico Aeroporto | 17 de marzo |

| Académico Aeroporto | 2 - 0 | Juventude     | 26 de marzo |
| Santa Maria         | 0 - 2 | Académica Sal | 26 de marzo |
| Florença            | 1 - 3 | Verdun        | 27 de marzo |
| ASGUI               | 1 - 6 | Palmeira      | 27 de marzo |

| Verdun        | 1 - 0 | ASGUI               | 2 de abril |
| Palmeira      | 2 - 0 | Juventude           | 2 de abril |
| Académica Sal | 2 - 0 | Académico Aeroporto | 3 de abril |
| Florença      | 1 - 0 | Santa Maria         | 3 de abril |

| Florença    | 0 - 3 | Académico Aeroporto | 9 de abril  |
| Santa Maria | 2 - 0 | ASGUI               | 9 de abril  |
| Juventude   | 4 - 0 | Verdun              | 10 de abril |
| Palmeira    | 2 - 3 | Académica Sal       | 10 de abril |

| Palmeira            | 0 - 2 | Florença  | 16 de abril |
| Académica Sal       | 3 - 1 | Verdun    | 16 de abril |
| Santa Maria         | 3 - 1 | Juventude | 17 de abril |
| Académico Aeroporto | 4 - 0 | ASGUI     | 17 de abril |

| Verdun        | 0 - 1 | Académico Aeroporto | 20 de abril |
| Santa Maria   | 0 - 2 | Palmeira            | 20 de abril |
| Académica Sal | 4 - 3 | ASGUI               | 21 de abril |
| Juventude     | 0 - 0 | Florença            | 21 de abril |

| Verdun   | 1 - 3 | Santa Maria         | 23 de abril |
| Palmeira | 0 - 2 | Académico Aeroporto | 23 de abril |
| Florença | 0 - 2 | Académica Sal       | 24 de abril |
| ASGUI    | 0 - 5 | Juventude           | 21 de abril |

| Verdun              | 0 - 3 | Palmeira      | 7 de mayo |
| Juventude           | 1 - 2 | Académica Sal | 7 de mayo |
| ASGUI               | 0 - 3 | Florença      | 8 de mayo |
| Académico Aeroporto | 5 - 1 | Santa Maria   | 8 de mayo |

### Evolución de las posiciones
| Equipo / Jornada        | 01 | 02 | 03 | 04 | 05 | 06 | 07 | 08 | 09 | 10 | 11 | 12 | 13 | 14 |
| ----------------------- | -- | -- | -- | -- | -- | -- | -- | -- | -- | -- | -- | -- | -- | -- |
| Académica do Sal        | 2  | 5  | 7  | 8  | 8  | 8  | 7  | 5  | 5  | 5  | 4  | 2  | 2  | 2  |
| Académico do Aeroporto  | 3  | 1  | 1  | 1  | 1  | 1  | 1  | 1  | 1  | 1  | 1  | 1  | 1  | 1  |
| ASGUI                   | 1  | 6  | 8  | 4  | 6  | 5  | 5  | 6  | 7  | 7  | 7  | 8  | 8  | 8  |
| Florença                | 5  | 2  | 3  | 6  | 5  | 6  | 6  | 7  | 6  | 6  | 6  | 6  | 6  | 6  |
| Futebol Clube Juventude | 4  | 7  | 4  | 7  | 7  | 7  | 8  | 8  | 8  | 8  | 8  | 7  | 7  | 7  |
| Palmeira                | 7  | 3  | 2  | 2  | 2  | 4  | 4  | 4  | 3  | 3  | 5  | 5  | 5  | 4  |
| Santa Maria             | 8  | 4  | 6  | 5  | 4  | 2  | 2  | 3  | 4  | 4  | 2  | 3  | 3  | 3  |
| Verdun                  | 6  | 8  | 5  | 3  | 3  | 3  | 3  | 2  | 2  | 2  | 3  | 4  | 4  | 5  |

| Campeón Académico do Aeroporto 13.o título |

## Estadísticas
- Mayor goleada:

ASGUI 1 – 6 Palmeira (27 de marzo)
ASGUI 0 – 5 Juventude (24 de abril)
- Partido con más goles:

ASGUI 4 – 3 Verdun (6 de febrero)
ASGUI 1 – 6 Palmeira (27 de marzo)
Académica Sal 4 – 3 ASGUI (21 de abril)
- Mejor racha ganadora: Académica Sal; 8 jornadas (jornada 7 a 14)
- Mejor racha invicta: Académico Aeroporto (jornada 1 a 8) y Académica Sal (jornada 7 a 14); 8 jornadas
- Mejor racha marcando: Florença (jornada 2 a 9) y Académica Sal (jornada 7 a 14); 8 jornadas
- Mejores racha imbatida: Académico Aeroporto; 4 jornadas (jornada 10 a 13)